# Мурдаш
Мурдаш (кирг. Мурдаш) — село в Алайском районе Ошской области Кыргызстана. Входит в состав Ленинского айылного аймака.

## География
Село расположено в южной части области, на берегах реки Мурдаш (левый приток реки Гульча), на расстоянии приблизительно 15 километров (по прямой) к югу от села Гульча, административного центра района. Абсолютная высота — 1807 метров над уровнем моря.

## Население
Согласно оценочным данным Национального статистического комитета Кыргызской Республики, численность населения села на начало 2023 года составляла 3069 человек.
| год     | 2009 | 2014 | 2015 | 2020 | 2021 | 2023 |
| ------- | ---- | ---- | ---- | ---- | ---- | ---- |
| человек | 2577 | 2707 | 2740 | 3087 | 3159 | 3069 |